# Fanny Härgestam
Fanny Eleonora Härgestam född 6 april 1983, är en svensk journalist och författare.
Härgestam är utbildad i journalistik, statsvetenskap och språk vid Uppsala respektive Stockholms universitet och Universidad de Buenos Aires. Hon verkar i såväl Stockholm som Paris, med fokus på Frankrike och Nordafrika, och är en av skribenterna i Utrikespolitiska Institutets Utrikesmagasinet.
Hon har bland annat rapporterat från Tunisien för SVT och Sveriges Radio, och har följt utvecklingen efter den Arabiska våren. 2014 utkom hennes bok Det här är vår tid - Fyra kvinnor efter revolutionen i Tunisien..
Hon är även medförfattare till Hans Roslings memoarer Hur jag lärde mig förstå världen (2017).
År 2021 gav hon ut En by i Champagne som skildrar den lilla byn Brachay med 61 invånare. Byn har blivit något av en symbol för det förbisedda och frånåkta Frankrike där Nationell Samlings partiledare Marine Le Pen årligen håller tal om "det riktiga Frankrike och de bortglömda fransmännen". Genom att lära känna Brachays borgmästare Gérard Marchand, hans hustru Brigitte och de andra i byn söker hon svar på vilka Nationell Samlings väljare är och vad som gör partiet så starkt på fransk landsbygd.